# Nine Lashes
Nine Lashes es una banda americana de rock cristiano formada en 2006 en Birmingham, Alabama.
En 2009 lanzaron su primer álbum, Escape, de forma independiente, antes de que Trevor McNevan (cantante de Thousand Foot Krutch) les consiguiera un contrato con Tooth & Nail Records. Tras firmar con esta discográfica, lanzaron su segundo álbum, World We View, el 14 de febrero de 2012. Tuvo bastante éxito, ocupando varios puestos en las listas de Billboard. El 21 de enero de 2014 vio la luz su tercer disco, From Water to War. El 11 de marzo de 2016 salió a la venta su cuarto disco, Ascend.

## Historia

### Inicios
La banda fue formada en 2006, por Adam Jefferson y Keith Cunningham, a los que luego se unieron Jared Lankford, Jeremy Dunn y el hermano de Adam, Jon Jefferson. El 5 de julio de 2009 la banda lanzó independientemente su álbum debut Escape producido por Travis Wyrick.

### World We View (2009-2012)
La banda tenía la esperanza de aumentar su popularidad en el Festival Magnolia. Con este fin, Jon envío una copia de Escape a Joe Posey, promotor del festival. A Posey le gusta el álbum y decide asistir a uno de los conciertos de la banda. Impresionado por su rendimiento en vivo, recomendó el álbum a Trevor McNevan, quién compartió su entusiasmo y les consiguió un contrato con Tooth & Nail Records, anunciado oficialmente el 27 de junio de 2011.
El segundo álbum de la banda, World We View fue lanzado el 14 de febrero de 2012, producido por McNevan y Aaron Sprinkle y contó con las voces de McNevan y Ryan Clarck. En la semana del 3 de marzo de 2012 el álbum debutó en el Billboard y ocupó varias posiciones.

### From Water to War (2013-presente)
La banda anunció un tour para promocionar su nuevo álbum From Water to War el 9 de agosto de 2013. Este fue lanzado el 21 de enero de 2014. El 29 de octubre se dio a conocer el nuevo sencillo «Break the World», y poco después «Surrender». En una entrevista con la revista CCM, Dunn declaró que creía haber terminado con un álbum muy bien hecho.
El 4 de diciembre de 2015 fue publicado el nuevo sencillo Galaxy. El 3 de enero de 2016; a través de  Facebook y Twitter, la banda anunció que su nuevo álbum está terminado y que será lanzado pronto.

## Miembros

### Miembros actuales
- Jeremy Dunn — voz principal
- Adam "Tank" Jefferson — guitarrista
- Jonathan David Jefferson — guitarrista
- Jared Lankford — bajista
- Noah "Cap'n" Terrell — baterista

### Antiguos miembros
- Keith Cunningham — baterista

## Discografía

### Álbumes de estudio
| Lanzamiento           | Título            | Discográfica           |
| --------------------- | ----------------- | ---------------------- |
| 5 de junio de 2009    | Escape            | Collide Records        |
| 14 de febrero de 2012 | World We View     | Tooth & Nail Records   |
| 21 de enero de 2014   | From Water to War | Tooth & Nail Records   |
| 9 de febrero de 2018  | Breaking Out      | Tooth and Nail Records |